# Lacón gallego
El lacón gallego  (del latín lacca) es una indicación geográfica protegida que se obtiene de los brazuelos o extremidades delanteras del cerdo, cuyas características anatómicas están constituidas por los huesos húmero, cúbito, radio, carpo, metacarpo y falanges, así como las masas musculares insertadas en los mismos y sus grasas de cobertura. Principalmente, se comercializa el de las razas celta, large white, Landrace y Duroc.

## Características generales
El cerdo, todavía lechón, se sacrifica con seis meses de edad como mínimo y no menos de 90 kilos de peso. Las patas delanteras son sometidas a un proceso de elaboración similar al que se aplica al jamón curado pero algo más corto, concretamente de unos 35 días de duración, que consta de las siguientes etapas: salazón de la pieza, lavado para eliminar los restos de sal, asentado y secado o madurado. Mediante este proceso, los brazuelos del cerdo son transformados en lacones curados. En la obtención de los lacones no está permitido aplicar procesos de ahumado, ya que se perderían las características organolépticas propias del producto.
El lacón gallego presenta una forma redondeada con los bordes perfilados y mantiene todas las partes de la pata del cerdo excepto la escápula, e incluye también la piel y la pezuña. Su peso oscila entre los tres y los cinco kilos y medio. Su grasa, de consistencia untosa, es de color blanco o amarillento y contribuye al aroma y sabor que presenta la pieza. Su masa magra es rosada, de aroma suave y ligeramente salada.
Según el tipo de alimentación que haya recibido el lechón, se conocen dos tipos de lacón gallego con IGP:
- Tradicional, que se caracteriza por proceder de cerdos que en sus tres últimos meses de vida han sido alimentados solamente con cereales, castañas, tubérculos y bellotas;
- Lacón gallego normal, que procede de cerdos cuya alimentación se basa en piensos autorizados y controlados por el Consejo Regulador de la IGP.

## Características nutricionales
En cuanto a sus características nutricionales, el lacón constituye una buena fuente de proteínas de alto valor biológico. Su composición nutricional es similar a la de la paletilla, y como tal presenta más grasa (alrededor del 20 %) y menos proteína que el jamón curado. La carne de cerdo en general es una fuente importante de vitaminas del grupo B, excepto de ácido fólico. Además, es la carne que menor cantidad de bases púricas contiene, sustancias que al metabolizarse dan lugar al ácido úrico. Su aporte calórico es de 350 calorías x 100 gramos

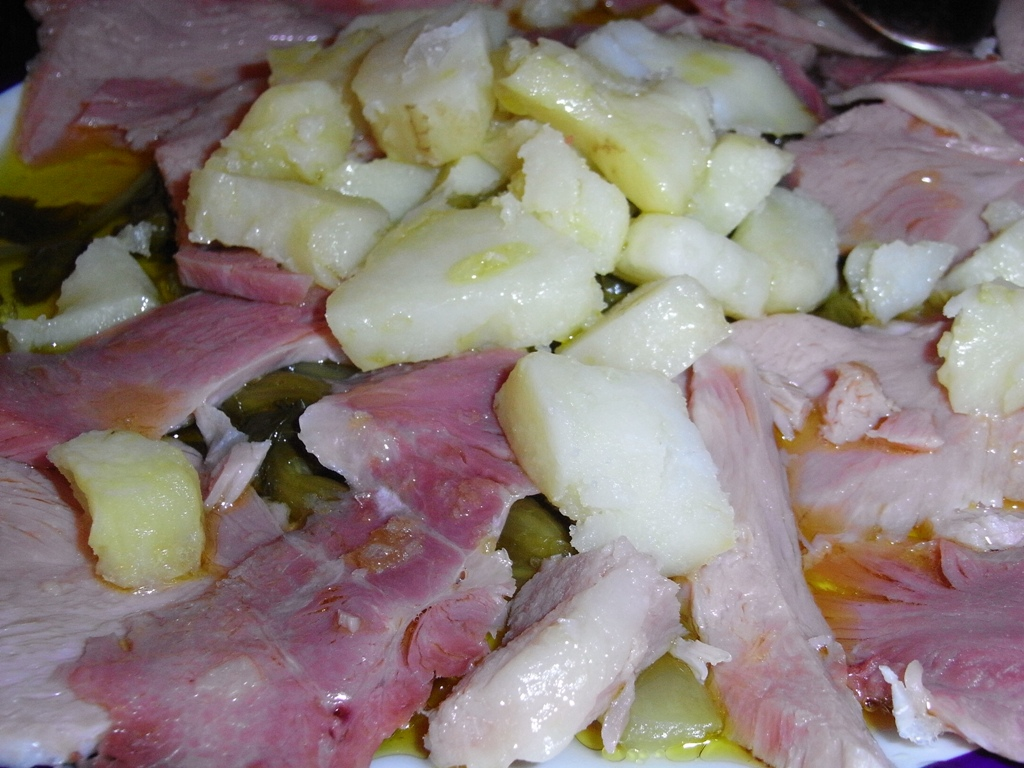
Lacón con patatas y grelos.